# 拉拉·特朗普
拉拉·莉亞·特朗普（英語：Lara Lea Trump，1982年10月12日—），是美國的政治人物和電視製作人，當勞·特朗普的兒媳婦。她是特朗普製作公司的《Real News Update》製作人和主持人，也是《Inside Edition》製作人。2024年3月至12月擔任共和黨全國委員會共同主席。

## 早年生活和教育
拉拉·特朗普於1982年10月12日出生在美國北卡羅來納州威爾明頓。她家中排行老大，下有一個弟弟。拉拉畢業於北卡羅來納州立大學，主修傳播。她曾在紐約法國烹飪學院學習料理。

## 職業生涯
從2012年至2016年，拉拉是電視新聞雜誌《Inside Edition》的故事協調員和電視製作人。2021年3月29日，拉拉獲聘為福斯新聞的撰稿人。2024年3月8日，拉拉當選共和黨全國委員會共同主席；同年12月9日，她宣布辭去全國委員會共同主席職務。

## 個人生活

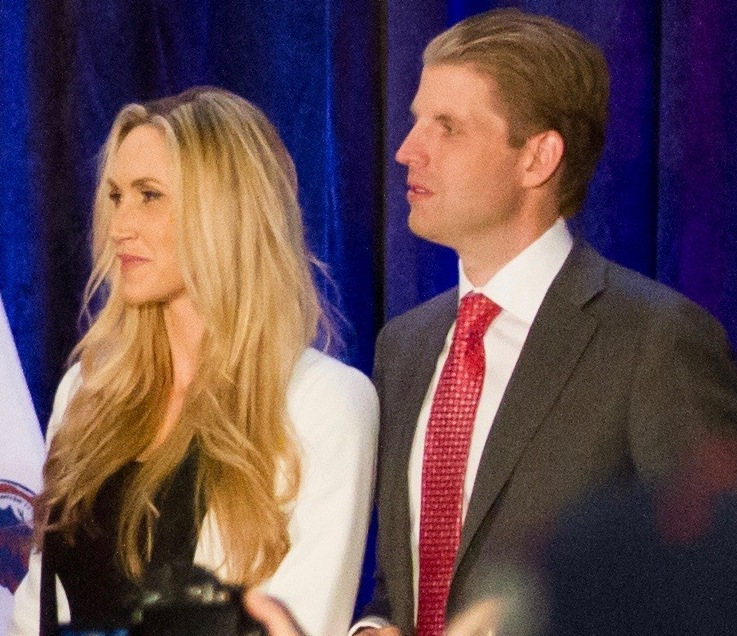
埃里克·特朗普和拉拉

2014年11月8日，拉拉與特朗普集團副董事長埃里克·特朗普結婚。2017年9月12日，他們的兒子路克出生。2019年8月19日，拉拉生下第二個孩子卡羅琳娜。

## 外部連結
- 拉拉·特朗普在互联网电影资料库（IMDb）上的資料（英文）
- C-SPAN內的頁面（英文）